# Acheilognathus nguyenvanhaoi
Acheilognathus nguyenvanhaoi (tiếng Việt: Cá Thè be sọc lớn) là một loài cá vây tia nước ngọt thuộc chi Acheilognathus. Đây là loài đặc hữu của Việt Nam, được tìm thấy ở Tiên Yên, tỉnh Quảng Ninh.
Được đặt tên để vinh danh nhà ngư học Việt Nam Nguyễn Văn Hào.
Cá Thè be sọc lớn khác với các loài Acheilognathus khác ở những đặc điểm: có 1 sọc dọc, to đều, đen đậm ở mỗi bên thân chạy từ mút mõm đến mút các tia giữa vây đuôi thay vì cao nhất cũng chỉ từ sau nắp mang tới gốc vây đuôi, không to đều.